# Stenkast i Skåne
I løbet af foråret og sommeren 2021 var der en række stenkast i Skåne. Hovedsagligt på motortrafikvej E65 mellem Malmö og Ystad, men også i enkelte tilfælde på andre veje. Blandt andet på rute 11 og på E6. Ruten bruges blandt andet af danskere på vej til og fra Bornholm via en færge mellem Ystad og Rønne.
Pr. 24. juli 2021 havde det skånske politi modtaget 116 anmeldelser om stenkast, hvoraf ti var mod svenske biler, resten mod danske. Første anmeldelse kom i april 2021. Pr. 20. juli 2021 var der ingen anholdte i sagen på trods af, at man både har brugt en hund, en helikopter samt droner i efterforskningen. Der er desuden aktiveret en gruppe under det nationale svenske politi, der involverer både adfærdsforskere, retspsykiatere og retsmedicinere. Sagen har involveret korrespondance mellem den danske statsminister Mette Frederiksen og hendes svenske kollega Stefan Löfven.